# Д’Адельсверд-Ферзен, Жак
Жак д’Адельсверд-Ферзен (фр. Jacques d'Adelswärd-Fersen, 20 февраля 1880, Париж — 5 ноября 1923, Капри) — французский аристократ шведского происхождения, денди, писатель-символист прекрасной эпохи.

## Биография
Барон, потомок знаменитого дипломата и военачальника Ханса Акселя фон Ферзена. В 22 года получил огромное наследство. Служил в армии, путешествовал, начал писать стихи и прозу, сборник его стихов Лёгкие песни (1900) вышел с предисловием Эдмона Ростана. За организацию в своём парижском особняке чёрных месс — гомосексуальных вечеринок с участием подростков был арестован, осуждён на 6 месяцев тюремного заключения, крупный денежный штраф и лишён гражданских прав на 5 лет. После этого удалился на Капри, где неподалёку от прежней виллы императора Тиберия Юпитер построил себе в 1905 году виллу Лисий (по имени героя платоновского диалога о дружбе), на которой жил со своим постоянным юным спутником Нино Чезарини, известным по портрету работы Пауля Хёккера и фотографиям Вильгельма фон Плюшова. На фронтоне виллы была выбита латинская надпись AMORI ET DOLORI SACRVM (Святыня любви и скорби). Ферзен стал центром гомосексуального кружка писателей, художников, музыкантов и просто любопытствующих богатых туристов, эксцентрической достопримечательностью острова.

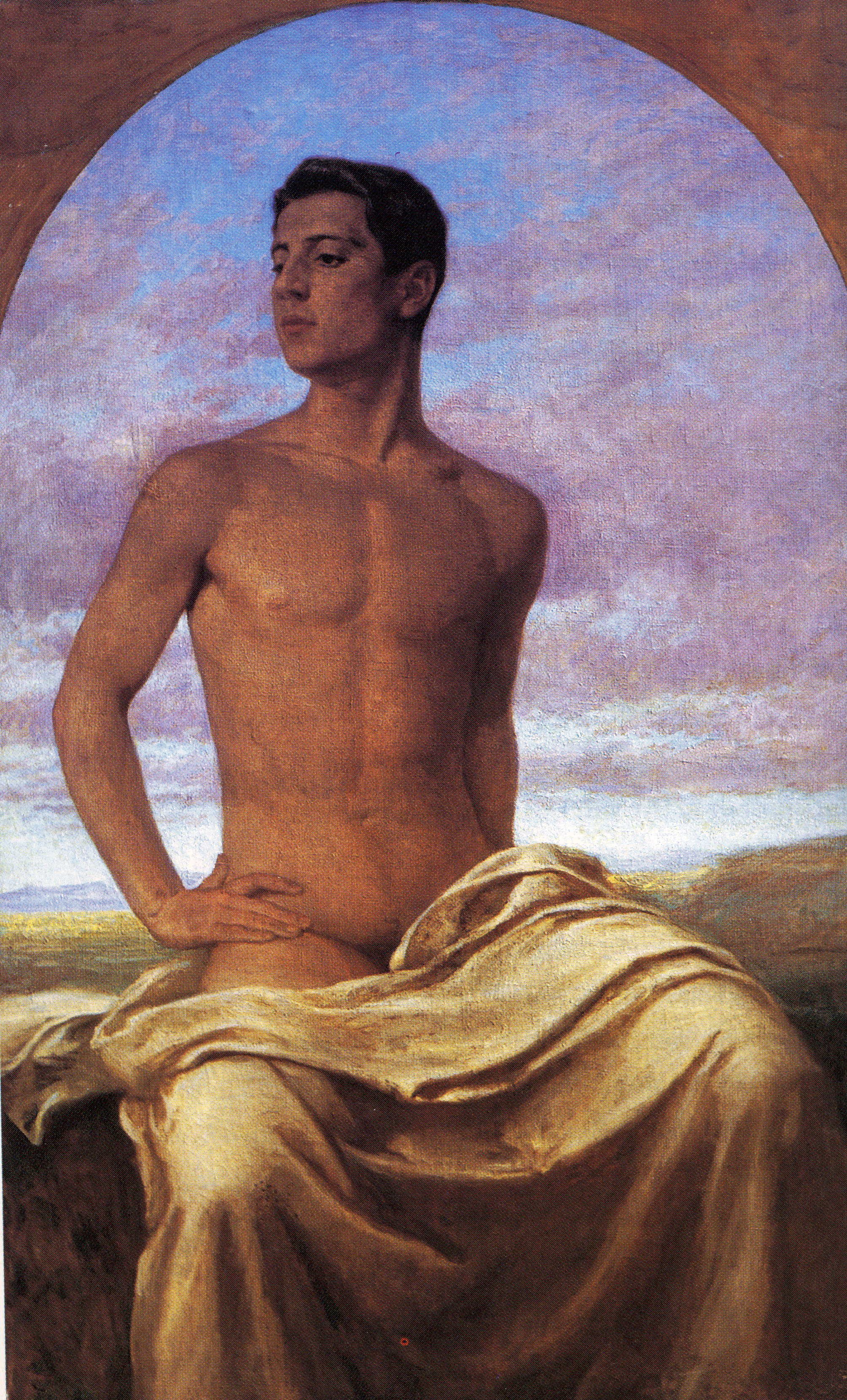
Пауль Хёкер. Портрет Нино Чезарини

Издавал ежемесячный журнал свободных искусств и критики Akademos (1909, вышли 12 номеров), где печатались Максим Горький, Анри Барбюс, Эмиль Верхарн, Колетт, Жан Мореас, Лоран Тайяд, Жозеф Пеладан, Анатоль Франс, Филиппо Томмазо Маринетти, Клод Фаррер и др.

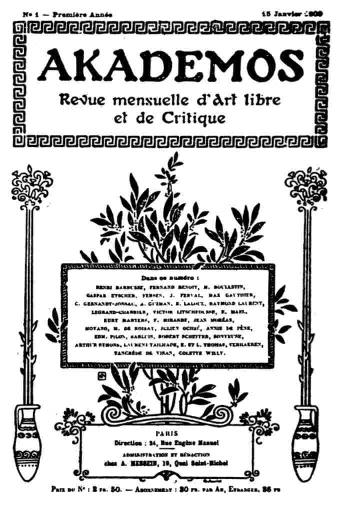
Обложка журнала Akademos

Опубликовал несколько книг стихов, два романа. Постоянно употреблял наркотики. Покончил с собой, выпив шампанского с избыточной дозой кокаина.

## Книги
- Conte d’amour, стихи (1898)
- Chansons légères, стихи (1900)
- Musique sur tes lèvres (Ebauches et Débauches) (1901)
- L’Hymnaire d’Adonis: à la façon de M. le marquis de Sade (1902)
- Notre-Dame des mers mortes (Venise) (1902)
- Les cortèges qui sont passés, стихи (1903)
- L’Amour enseveli: poèmes (1904)
- Lord Lyllian, роман (1905, переизд. 2011)
- Ainsi chantait Marsyas…, стихи (1907)
- Une jeunesse (1907)
- Le baiser de Narcisse, роман (1907, переизд. 1912)
- Et le feu s’éteignit sur la mer (1909)
- Hei Hsiang (Le parfum noir) (1921)

## Известность и посмертная судьба
На стихи барона писал музыку Отторино Респиги. В качестве героя он фигурирует в произведениях Эдвина Черио («Маркиз Поммери», 1927), Комптона Маккензи («Огонь Весты», 1927), Альфреда Жарри («Зелёная свеча», опубл. 1969), Роже Пейрефитта («Сосланный на Капри», 1959), мемуарах Нормана Дугласа. Проза Ферзена в недавнее время переиздана, переведена на несколько европейских языков. Его вилла до нынешнего дня привлекает многочисленных туристов.